# کرالیفو
کرالیفو (به صربی: Краљево) شهری در استان زنتراصربین کشور صربستان است که جمعیت آن در سال ۲۰۰۶ میلادی ۵۷٫۴۰۷ نفر بوده‌است.

## جستارهای وابسته

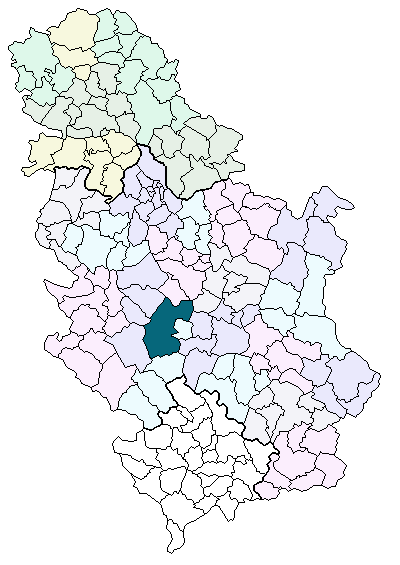